# Reseda (Los Ángeles)

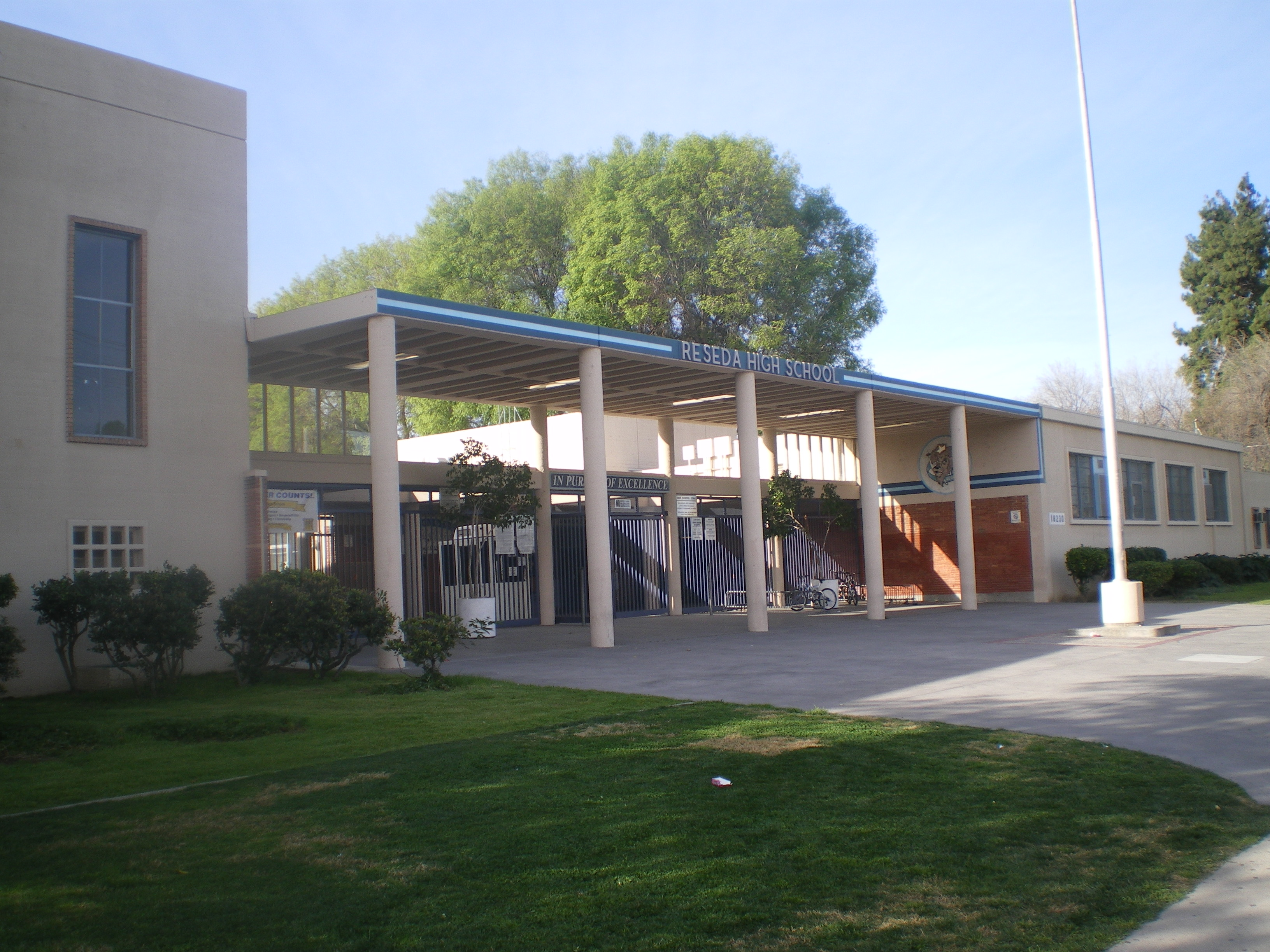
Escuela Preparatoria Reseda

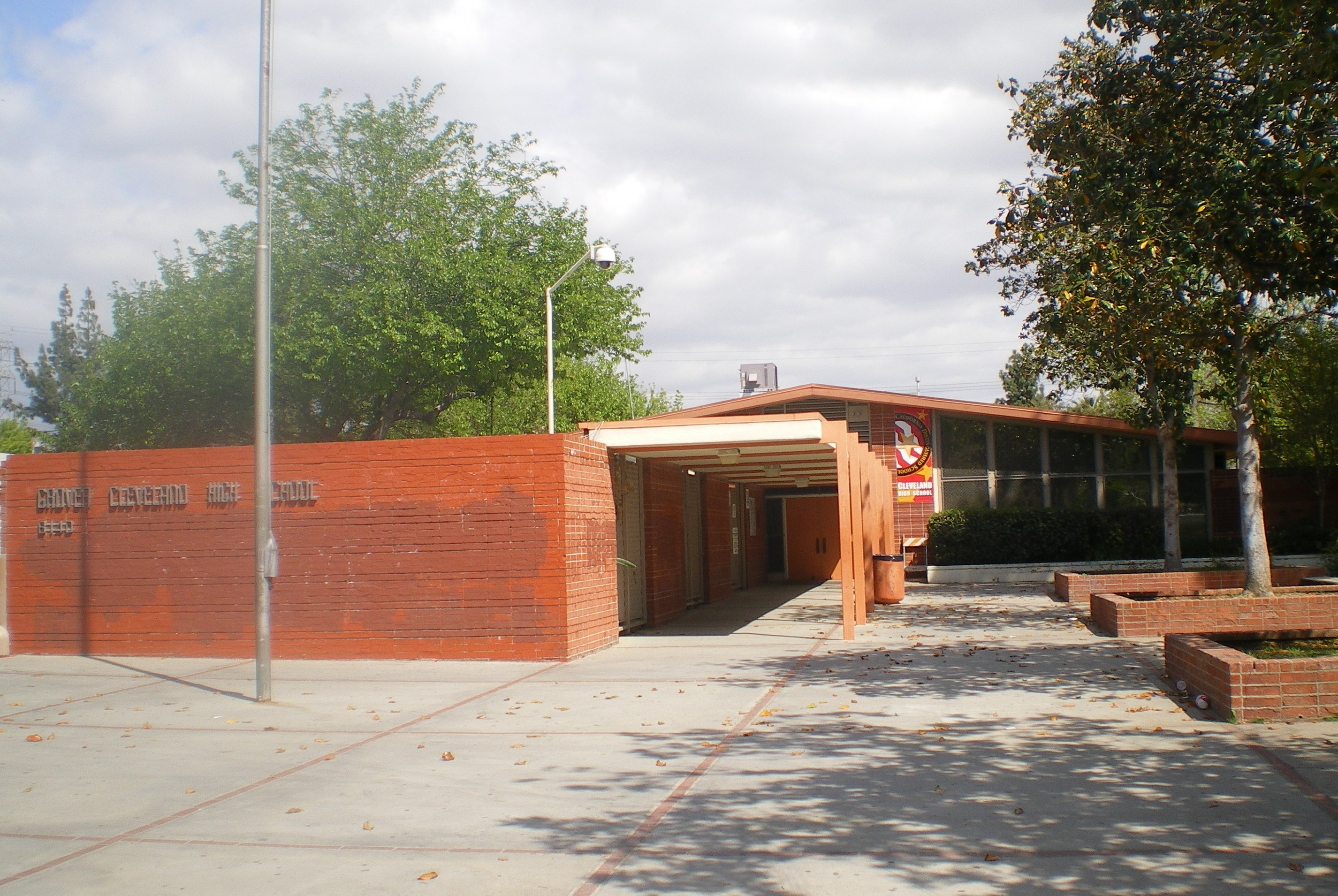
Escuela Preparatoria Grover Cleveland

Reseda (pronunciado /rəˈsiːdə/) es un barrio del Valle de San Fernando de la ciudad de Los Ángeles, California.
El barrio cuenta con 15 escuelas públicas y cinco privadas. La comunidad incluye parques públicos, un centro para personas mayores y una biblioteca regional. Partes de Reseda se han utilizado en varias producciones cinematográficas y televisivas.

## Historia
El área ahora conocida como Reseda, estaba originalmente habitada por los nativos americanos de los Estados Unidos, de la tribu tongva, que vivía cerca del río Los Ángeles.
En 1994, un terremoto ocurrió cerca de Reseda que llegó a los 6,7 en la escala de Richter.
Reseda adquirió más reconocimiento a nivel mundial por ser la locación principal para la película "Karate Kid" y la actual serie "Cobra Kai", junto con Encino.

## Educación
El Distrito Escolar Unificado de Los Ángeles (LAUSD) gestiona escuelas públicas. Reseda tiene las escuelas preparatorias de Reseda (Reseda High School) y Grover Cleveland (Cleveland High School).

## Residentes notables

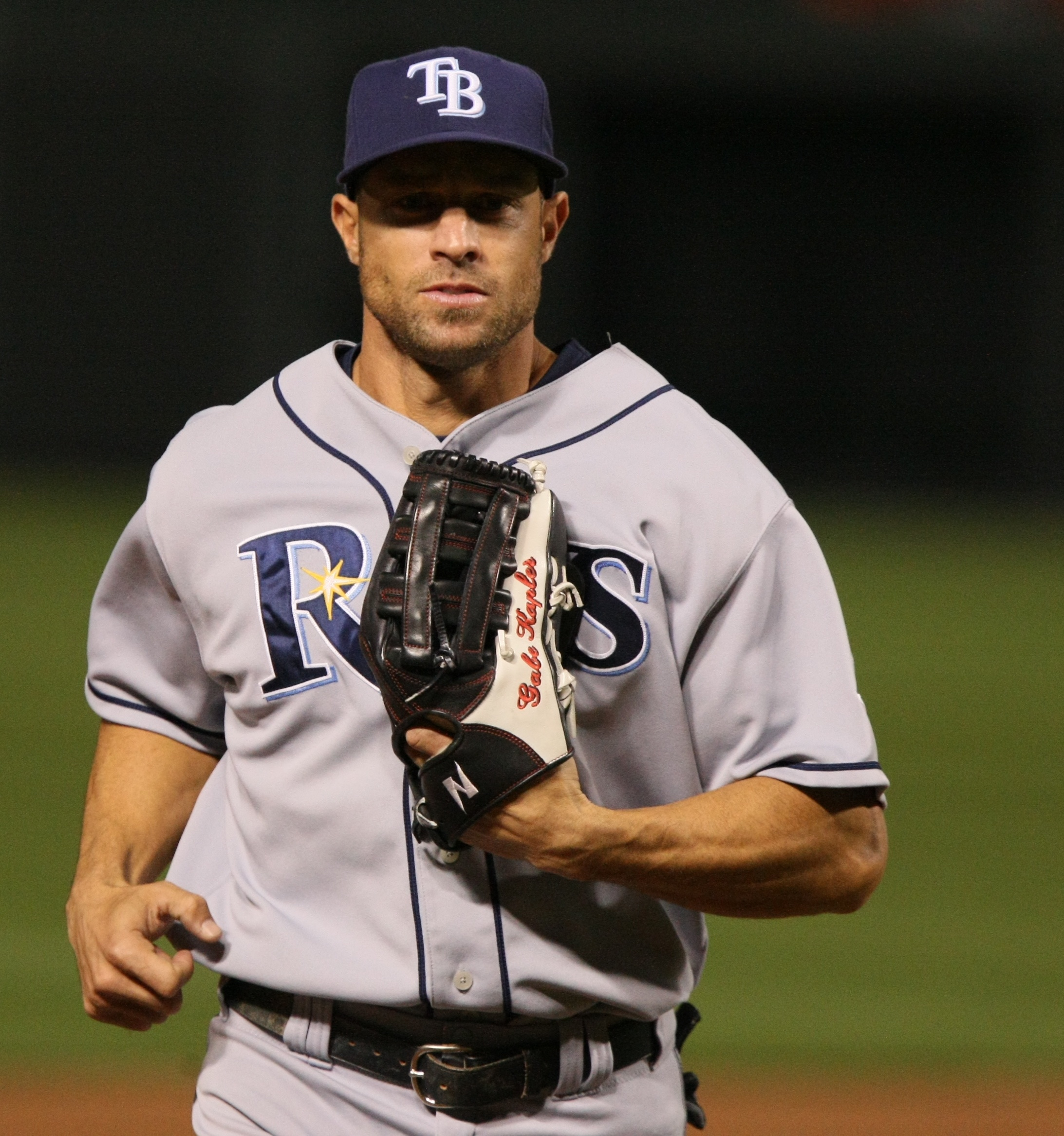
Gabe Kapler

- Martin Donovan (nacido en 1957), actor de cine, teatro y televisión[1]
- Corey Feldman (nacido en 1971), actor y cantante
- Gabe Kapler (nacido en 1976), jardinero y mánager de las Grandes Ligas[2]
- Donald D. Lorenzen (1920–80), miembro del Concejo Municipal de Los Ángeles, 1969–77[3]
- Jim Robinson (1946–1995), piloto de carreras[4]
- Fredo Santana (1990-2018), rapero[5]
- Zachary "Kid Yamaka" Wohlman (nacido en 1988), boxeador profesional[6]
- Fernando Perdomo (nacido en 1980), productor, cantante, compositor y guitarrista
- Kyle Thomas Harvey (nacido en 1993), rapero, cantante, compositor y actor estadounidense conocido como KYLE